# 皇泰
皇泰（618年五月—619年四月）：隋朝政权杨侗的年号，歷時2年。
隋炀帝驾崩消息传到东都后杨侗即位，改元。

## 改元
- 大業十四年——五月二十四日，改元為皇泰元年。[3][4][5]
- 皇泰二年——四月八日，王世充改元為開明元年。[6]

## 大事紀
- 皇泰元年——五月二十四日，越王楊侗繼位稱帝。[3]
- 皇泰二年——四月七日，王世充篡位。[7][8][8][6]

## 紀年農曆對照表
表格中各月的干支即為各月的第1日，「大」表示該月有30日，「小」表示該月有29日，「閏月」表格中的中文數字表示該年為閏某月（比如「正辛未」裡有中文數字「正」，即表示該行所在年份有閏正月），各月初一底下的數字表示對應的西曆日期。
| 公元  | 干支 | 紀年     | 正月   | 二月   | 三月   | 四月   | 五月   | 六月   | 七月   | 八月   | 九月   | 十月   | 十一月 | 十二月 | 閏月     |
| ----- | ---- | -------- | ------ | ------ | ------ | ------ | ------ | ------ | ------ | ------ | ------ | ------ | ------ | ------ | -------- |
| 618年 | 戊寅 | 皇泰元年 |        |        |        |        | 乙巳小 | 甲戌大 | 甲辰小 | 癸酉大 | 癸卯小 | 壬申大 | 壬寅小 | 辛未大 |          |
| 618年 | 戊寅 | 皇泰元年 |        |        |        |        | 5/30   | 6/28   | 7/28   | 8/26   | 9/25   | 10/24  | 11/23  | 12/22  |          |
| 619年 | 己卯 | 皇泰二年 | 辛丑大 | 庚子大 | 庚午小 | 己亥大 |        |        |        |        |        |        |        |        | 正辛未小 |
| 619年 | 己卯 | 皇泰二年 | 1/21   | 3/21   | 4/20   | 5/19   |        |        |        |        |        |        |        |        | 2/20     |

注：張培瑜《三千五百年曆日天象》在武德二年（即皇泰二年）正月開始以《戊寅元曆》推算朔日，此處根據《大業曆》推算結果。

## 同期存在的其他政权年号
- 中國
  - 太平（616年－622年）：隋末唐初時期楚政權林士弘之年号
  - 丁丑（617年－618年）：隋末唐初時期夏政權窦建德之年号
  - 永平（617年－618年）：隋末唐初時期魏政權李密之年号
  - 天兴（617年－620年）：隋末唐初時期漢政權刘武周之年号
  - 正平（617年－618年）：隋末唐初時期永樂政權郭子和之年号
  - 秦兴（617年－618年）：隋末唐初時期秦政權薛舉之年号
  - 鸣凤（617年－618年）：隋末唐初時期梁政權蕭銑之年号
  - 安乐（617年－619年）：隋末唐初時期涼政權李軌之年号
  - 昌達（618年－619年）：隋末唐初時期楚政權朱粲之年号
  - 五凤（618年－621年）：隋末唐初時期夏政權窦建德之年号
  - 永隆（618年－628年）：隋末唐初時期梁政權梁師都之年号
  - 天壽（618年－619年）：隋末唐初時期許政權宇文化及之年号
  - 始兴（618年－624年）：隋末唐初時期燕政權高开道之年号
  - 法輪（618年）：隋末唐初時期大乘政權高曇晟之年号
  - 武德（618年－626年）：唐朝唐高祖李淵之年号
  - 义和（614年－619年）：高昌义和王之年号
- 朝鮮半島
  - 建福（584年－634年）：新羅真平王之年号